# 베트남계 네덜란드인
베트남계 네덜란드인(네덜란드어: Vietnamezen in Nederland)은 베트남에 기원을 둔 네덜란드인들을 지칭하는 말이다.